# Achenheim
Achenheim je občina v departmaju Bas-Rhin francoske regije Alzacija.
Leta 2008 je v občini živelo 2216 oseb, oz. 367 oseb na km².